# Zora Košuta
Zora Košuta (umetniško ime Zora Jugova), slovenska gledališka igralka, pisateljica, režiserka in kulturna organizatorka, * 26. marec 1909, Trst, † 9. februar 1968, Ljubljana.

## Življenje in delo
Rodila se je v družini tržaškega poštarja Alojzija Petelina. Ljudsko šolo je začela obiskovati v rojstnem kraju, nadaljevala pa v Ljubljani, kamor se je družina preselila. Tu se je po končani meščanski šoli vpisala na Tehniško srednjo šolo, na kateri je vpisala umetnostno smer. Slikarstvo sta jo poučevala profesorja Saša Šantel in Mirko Šubic. Ker pa jo je privlačilo tudi gledališče, se je vpisala še dramsko šolo in jo v letih 1924-1928 obiskovala pri profesorjih Milanu Skrbinšku in Osipu Šestu. Premierni nastop je imela v ljubljanskem Šentjakobskem gledališču, njen prvi uspeh je bila vloga učiteljice Lojzke (Ivan Cankar, Hlapci). Po poroki z igralcem Justom Košuto je nastopala v njegovi igralski skupini Istra. V letih 1932-1934 je skupino dve leti nastopala po raznih krajih tedanje Jugoslavije. V letih 1934−1941 je bila z možem v Mariboru, med vojno pa je njeno igralsko pot prekinil zapor. Po vojni se je z družino (v zakonu sta se rodili hčerki Saša in Vera) preselila v Trst, tu je v letih 1945-1947 nastopala v oddajah Radia Trst-A in pisala otroške igrice, nastopila pa je tudi na prvi gledališki predstavi, uprizorjeni v gledališču Fenice 2. decembra 1945 (Ivan Cankar, Hlapec Jernej in njegova pravica). V gledališki sezoni 1947/1948 je nastopala v Slovenskem gledalušču Trst. Od 1948-1957 pa je bila dramska referentka pri Slovensko-hrvaški prosvetni zvezi oziroma kasneje pri Ljudski prosveti in v tem času vodila amaterske gledališke skupine ter režirala v Trstu in okolici, vzgajala mladino, nastopala z recitacijami, predavala in pisala črtice in članke v časopise in revije. Ko je mož ustanovil novo gledališko skupino Ljudski oder, je 12 let nastopala v tej gledališki skupini. Med njenimi vidnejšemi vlogami v tem času so bile Mati (Maksim Gorki, Mati), Dotka (Charles Dickens, Čriček na ognjišču), Burja (Ruža Lucija Petelin, Žaromil). Umrla je v Ljubljani, pokopana pa je ob možu na tržaškem pokopališču.        